# Mélodie interrompue
Pour plus de détails, voir Fiche technique et Distribution.
Mélodie interrompue (Interrupted Melody) est un film américain de Curtis Bernhardt sorti en 1955.

## Synopsis
La vie de la chanteuse d'opéra australienne Marjorie Lawrence.

## Fiche technique
- Titre : Mélodie interrompue
- Titre original : Interrupted Melody
- Réalisation : Curtis Bernhardt
- Scénario : William Ludwig et Sonya Levien d'après la propre histoire de Marjorie Lawrence
- Photographie : Joseph Ruttenberg et Paul Vogel
- Montage : John D. Dunning
- Musique : Saul Chaplin et Adolph Deutsch
- Direction artistique : Daniel B. Cathcart et Cedric Gibbons
- Costumes : Helen Rose
- Production : Jack Cummings
- Société de production et de distribution : MGM
- Pays : États-Unis
- Langue : anglais
- Format : Couleur (Eastmancolor) - Son : 4-Track Stereo (Western Electric Sound System)
- Durée : 106 minutes
- Genre : Drame musical
- Date de sortie : 25 mars 1955 (États-Unis)

## Distribution
- Eleanor Parker (VF : Jacqueline Porel) : Marjorie 'Margie' Lawrence
- Glenn Ford (VF : Roland Ménard) : Dr Thomas 'Tom'King
- Roger Moore (VF : Georges Descrières) : Cyril Lawrence
- Cecil Kellaway (VF : Louis Arbessier) : Bill Lawrence
- Peter Leeds (VF : René Arrieu) : Dr Ed Ryson
- Evelyn Ellis : Clara
- Walter Baldwin : Jim Owens
- Ann Codee (VF : Germaine Kerjean) : Madame Gilly
- Leopold Sachse (de) (VF : Lui-même) : Lui-même
- Stephen Bekassy (VF : Jean-Claude Michel) : Comte Claude des Vignaux

Acteurs non crédités
- Eugene Borden (VF : Jean Berton) : le Maître d'hôtel français
- Robert Carson (VF : Yves Brainville) : le commandant de la base
- André Charlot (VF : Fernand Fabre) : M. Bertrand (M. Bernane en VF)
- George Davis : Employé d'hôtel français
- Robert Dix (VF : Hubert Noël) : un homme à la plage
- Charles Evans (VF : René Blancard) : le Directeur général du Metropolitan Opera
- William Forrest (VF : Maurice Dorléac) : Dr Richards (Dr Richard en VF)
- David Leonard (VF : Richard Francœur) : l'homme édenté
- Doris Lloyd : Travailleuse volontaire
- Penny Santon : la secrétaire de Mme Gilly
- Stuart Whitman (VF : Michel Roux) : un homme à la plage